# Биатлон на Зимским олимпијским играма 2010 — штафета за жене
Биатлонска дисциплина штафета за жене на Зимским олимпијским играма 2010. у Ванкуверу одржана је у Олимппијском комплексу Вистлер Парк који се налази у Мадели Крику у долини Калаган, 23. фебруара, 2010. са почетком у 11:30 часова по локалном времену.

## Правила такмичења
Екипа се стастоји од 4 такмичара, од којих свака трчи 6 километара, са два гађања; једно у лежећем и једно у стојећем ставу. За свако гађање (5 мета) такмичар има 8 метака, од којих 5 иду у шанжер, а преостала три (уколико буду потребни) морају се ручно напунити. Уколико и после испуцаних 8 метака, има непогођених мета, трчи се казнени круг од по 150 метара за сваку. Прве биатлонке свих екипа крећу у исто време, а свака следећа, зависно од тога којим редом њена претходница из екипе стигне на место предаје штафета. Предаја се врши додиривањем, на било ком месту на телу, у „зони“ предаје дугој 50 метара. Предају надгледају посебне судије. Прво гађање, прве такмичарке је на мети која одговара њеном стартном броју, а друго по редоследу стизања на гађање.
Учествује 76 такмичарки из 19 земаља.

## Земље учеснице
| - Белорусија - Канада - Кина - Чешка - Естонија - Француска | - Немачка - Италија - Казахстан - Летонија - Норвешка - Пољска | - Румунија - Русија - Словенија - Словачка - Шведска - Украјина - Сједињене Америчке Државе |

- У загради се налази број биатлонаца који се такмиче за ту земљу

## Резултати
| Пласман | Ст. бр. | Држава                                                                                     | Екипа                                     | Промашаји (Л+С)                         | Разлика |
| ------- | ------- | ------------------------------------------------------------------------------------------ | ----------------------------------------- | --------------------------------------- | ------- |
| 01      | 1       | Русија · Светлана Слепцова · Ана Богалиј-Титовец · Олга Медведцева · Олга Зајцева          | 1:09:36,3 17:24,4 17:17,3 17:27,7 17:26,9 | 0+2 0+3 0+0 0+0 0+1 0+1 0+0 0+0 0+1 0+2 | 0.0     |
| 02      | 4       | Француска · Мари Лор Брине · Силви Бекер · Мари Дорен · Сандрин Баји                       | 1:10:09,1 17:22,6 17:17,6 18:34.2 16:54,7 | 2+4 0+4 0+0 0+2 0+0 0+1 2+3 0+1 0+1 0+0 | +32,8   |
| 03      | 2       | Немачка · Кати Вилфелм · Симон Хаусвалд · Мартина Бек · Андреа Хенкел                      | 1:10:13,4 17:26,0 17:16,2 18:12,0 17:19,2 | 0+2 0+3 0+1 0+0 0+0 0+0 0+1 0+1 0+0 0+2 | +37,1   |
| 4       | 5       | Норвешка · Лив Кјерсти Фикеланд · Ан Кристин Афет Флатланд · Solveig Rogstad · Тора Бергер | 1:10:34,1 18:20,4 16:52,6 18:21,2 16:59,9 | 0+1 0+2 0+0 0+2 0+0 0+0 0+1 0+0         | +57,8   |
| 5       | 3       | Шведска · Elisabeth Högberg · Ана Карин Олофсон-Зидек · Ана Марија Нилсон · Хелена Јонсон  | 1:10:47,2 17:46,7 17:25,9 18:16,8 17:17,8 | 0+2 0+1 0+0 0+1 0+0 0+0 0+2 0+0 0+0 0+0 | +1:10,9 |
| 6       | 7       | Украјина · Олена Пидрушна · Ваљ Семеренко · Оксана Хвостенко · Вита Семеренко              | 1:11:08,2 17:36,9 17:56,3 17:44,7 17:50,3 | 0+2 0+6 0+0 0+1 0+1 0+3 0+1 0+0 0+0 0+2 | +1:31,9 |
| 7       | 8       | Белорусија · Људмила Калинчик · Дарја Домрачева · Олга Кудрашова · Надежда Скардино        | 1:11:34.0 17:40,0 17:28,7 18:27,4 17:57,9 | 0+1 0+2 0+1 0+1 0+0 0+1 0+0 0+0         | +1:57,7 |
| 8       | 12      | Словенија · Дијана Равникар · Андреја Мали · Тадеја Бранкович-Ликозар · Теја Грегорин      | 1:12:02,4 17:50,4 18:18,2 18:07,8 17:46,0 | 0+4 0+2 0+0 0+1 0+1 0+1 0+2 0+0 0+1 0+0 | +2:26,1 |
| 9       | 6       | Кина · Ванг Чунли · Љу Сјанјинг · Кунг Јингчао · Сунг Чаоћинг                              | 1:12:16,9 17:44,7 17:47,7 19:10,4 17:34,1 | 0+2 0+6 0+1 0+2 0+1 0+1 0+0 0+3 0+0 0+0 | +2:40,6 |
| 10      | 10      | Румунија · Дана Плотогеа · Ева Тофалви · Михаела Пурдеа · Река Ференц                      | 1:12:32,9 18:10,6 17:47,8 18:23,2 18:11,3 | 0+1 0+6 0+0 0+1 0+0 0+2 0+1 0+3 0+0 0+0 | +2:56,6 |
| 11      | 17      | Италија · Микела Понца · Катрја Халер · Карин Оберхофер · Роберта Фјандино                 | 1:12:54,2 18:20.5 17:58,2 18:19,3 18:16,2 | 0+4 0+4 0+1 0+1 0+0 0+0 0+0 0+2 0+3 0+1 | +3:17,9 |
| 12      | 11      | Пољска · Кристиина Палка · Магдалена Гвиздонњ · Вероњика Новаковска · Агњешка Цил          | 1:12:54,3 18:21,2 19:10,2 17:55.7 17:27,2 | 0+5 1+7 0+2 0+2 0+3 1+3 0+0 0+1         | +3:18,0 |
| 13      | 15      | Словачка · Мартина Хиланарова · Анастасија Кузмина · Наталија Прекопова · Јана Герекова    | 1:13:15,8 18:27,1 17:09,3 19:41,7 17:57,7 | 0+2 1+9 0+1 0+2 0+0 0+1 0+0 1+3 0+1 0+3 | +3:39,5 |
| 14      | 9       | Казахстан · Јелена Хрусталева · Ана Лебедева · Љубов Филимонова · Марина Лебедева          | 1:13:42,9 17:42,1 18:00,8 18:52,6 19:07,4 | 0+4 0+5 0+0 0+1 0+1 0+1 0+1 0+2 0+2 0+1 | +4:06,6 |
| 15      | 18      | Канада · Меган Имре · Зина Кокер · Розана Крофорд · Меган Тенди                            | 1:14:25,5 18:18,9 18:04,9 19:50,9 18:10,8 | 1+7 0+5 0+1 0+3 0+2 0+1 1+3 0+0 0+1 0+1 | +4:49,2 |
| 16      | 14      | Чешка · Вероника Виткова · Магда Резлерова · Габријела Сукалова · Зденка Вејнерова         | 1:14:37,5 17:51,1 18:25,9 18:23,7 19:56,8 | 2+4 1+6 0+1 0+1 0+0 1+3 0+0 0+1 2+3 0+1 | +5:01,2 |
| 17      | 19      | Сједињене Америчке Државе · Сара Студебејкер · Лани Барнс · Хејли Џонсон · Лора Спектор    | 1:15:47,5 17:53,2 18:52,5 19:01,5 20:00,3 | 1+8 0+4 0+1 0+0 0+1 0+1 0+3 0+0 1+3 0+3 | +6:11,2 |
| 18      | 16      | Естонија · Кадри Лехтла · Евели Сауе · Сирли Хани · Кристел Вигипу                         | 1:17:55,5 18:49.8 18:15,4 20:06,6 20:43,7 | 2+9 0+7 0+2 0+2 0+1 0+1 1+3 0+1 1+3 0+3 | +8:19,2 |
| 19      | 13      | Летонија · Зана Јускане · Мадара Лидума · Лига Глазере · Герда Крумина                     | 1:18:56,2 21:06,7 18:09,7 20:51,6 18:48,2 | 2+5 2+7 2+3 0+2 0+1 0+1 0+0 2+3 0+1 0+1 | +9:19,9 |